# 雷托
雷托（法語：Rétaud，法語發音：[ʁeto]）是法国滨海夏朗德省的一个市镇，位于该省中部略偏南，属于桑特区。

## 地理
雷托（45°40'40"N, 0°43'38"W）面积19.92 平方千米，位于法国新阿基坦大区滨海夏朗德省，该省份为法国西部滨海省份，北起旺代省，西临大西洋，南至吉倫特省，东南接多爾多涅省，东北接德塞夫勒省接壤，东临夏朗德省。
与雷托接壤的市镇（或旧市镇、城区）包括：谢尔米尼亚克、默尔萨克、蒙彼利埃德梅迪扬、里乌、泰纳克、泰扎克、瓦尔宰、佩西讷。

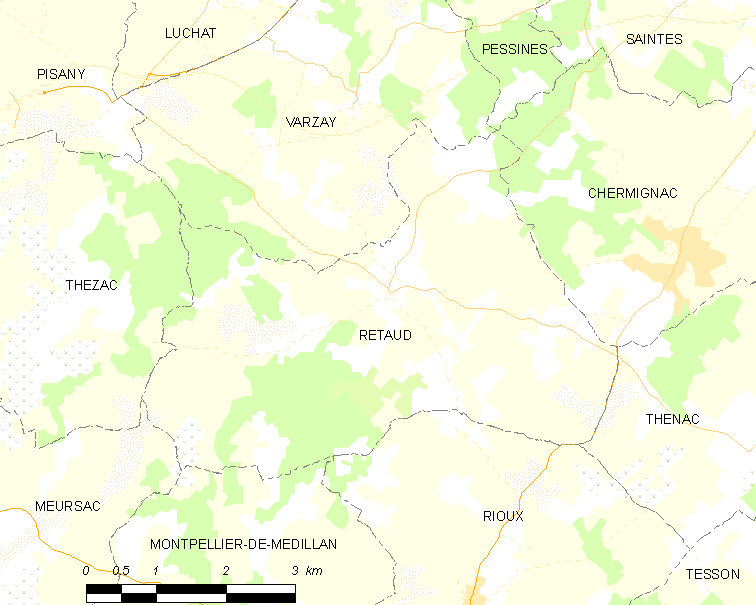
雷托的OSM定位图

雷托的时区为UTC+01:00、UTC+02:00（夏令时）。

## 行政
雷托的邮政编码为17460，INSEE市镇编码为17296。

## 政治
雷托所属的省级选区为泰纳克县。

## 人口

1962-2008年间雷托人口变化图示

雷托于2022年1月1日时的人口数量为1057人。